# École polytechnique de Montréal

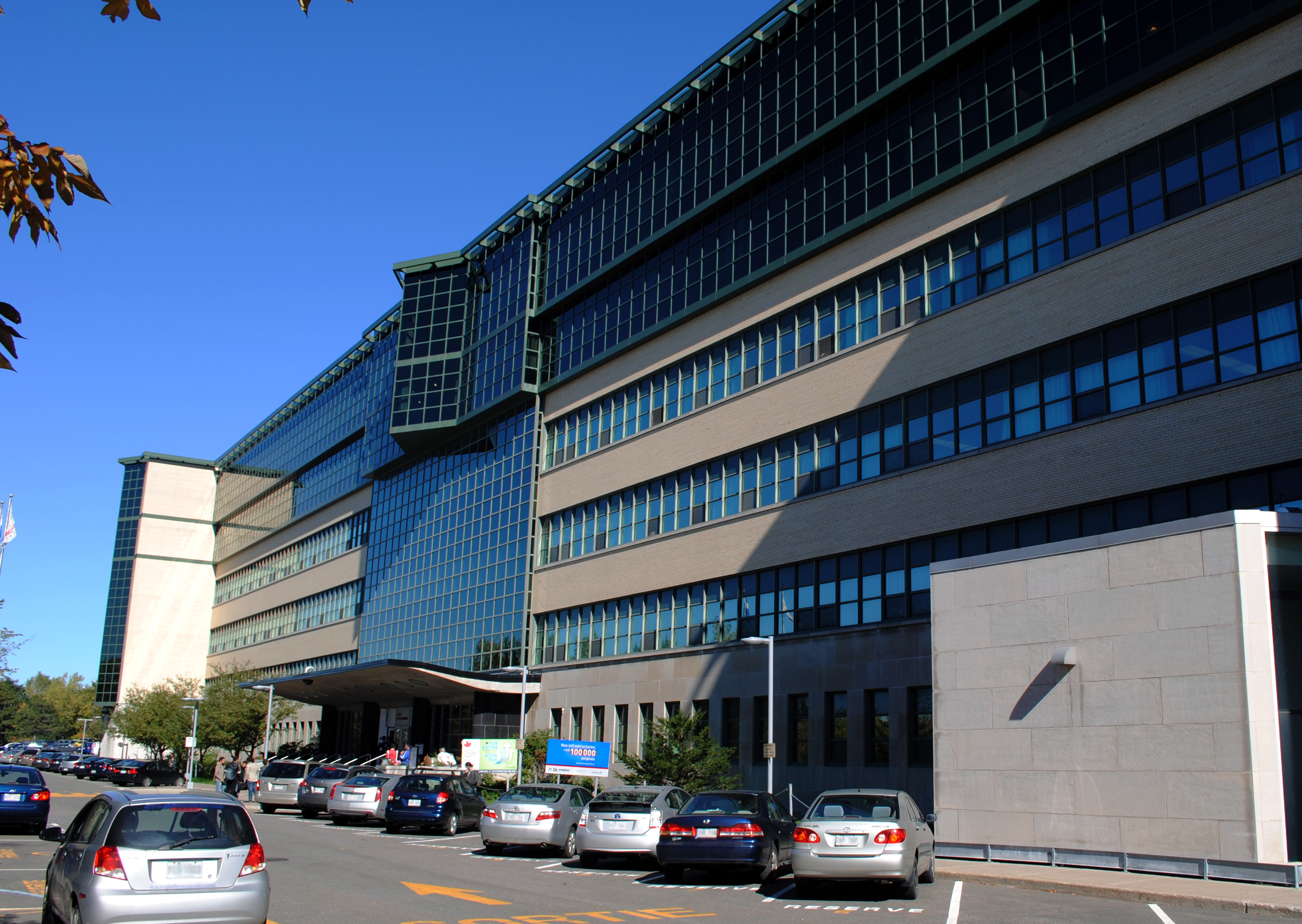
Hauptgebäude der Polytechnique

Die École polytechnique de Montréal bzw. Polytechnique Montréal (Abk. EPM oder PolyMTL; deutsch Polytechnische Hochschule Montreal) ist eine ingenieurwissenschaftliche Hochschule mit Sitz in Montréal, die der Universität Montreal angegliedert ist. Im Winter 2011 waren 4.390 Studierende für ein grundständiges Studium (undergraduates) und 1.430 für ein postgraduales Programm (graduates) immatrikuliert. Die Fachschule bietet 13 Ingenieurstudiengänge an, darunter Québecs ersten Bachelor-Studiengang in Luft- und Raumfahrttechnik. Die Fakultät verfügt mit 56,4 Millionen US-Dollar über den größten Forschungsetat in Québec. Hinzu kommt ein Betriebsbudget von 86 Millionen US-Dollar.

## Geschichte
Die Hochschule wurde als École des sciences appliquées aux arts et à l’industrie 1873 gegründet und 1887 als École Polytechnique de Montréal der Université Laval angeschlossen. 1895 wurde sie rechtlich selbstständig. 1920 wurde sie der Universität Montreal angegliedert, ohne ihren autonomen Status zu verlieren. 1958 zog sie auf den Campus der Université de Montréal. Die Hochschule engagiert sich für eine nachhaltige, umweltgerechte Entwicklung und erhielt 2011 als erste Hochschule in Montreal die Zertifizierung „Sustainable Campus“. Für die 2005 gebauten, preisgekrönten grünen Gebäude Pierre-Lassonde und Claudette-Mackay-Lassonde wurde die École polytechnique als erste Hochschule in Kanada mit einem LEED-Zertifikat vom U.S. Green Building Council ausgezeichnet.
1989 ereignete sich der Amoklauf an der Polytechnischen Hochschule Montréal.